# Menemen
Il menemen è un piatto a base di uova della tradizione turca.

## Ingredienti
La preparazione del menemen comprende uova, cipolla, pomodori, peperoni verdi e spezie come pepe nero in polvere, pepe rosso in polvere, sale e origano. Si possono aggiungere beyaz peynir (formaggio bianco turco) e prodotti di salumeria turchi come il sucuk o la pastırma, anche se questo si distanzia dalla ricetta tradizionale. Si prepara con olio di oliva o con olio di girasole. Il piatto assomiglia alla shakshuka, però le uova non restano intere.

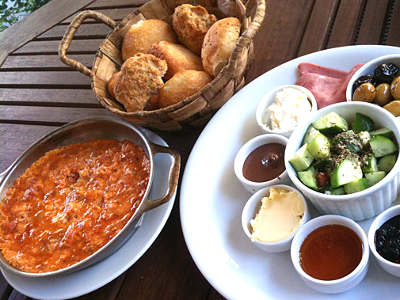
Colazione turca con il menemen (sinistra).

Il menemen si consuma generalmente a colazione e si serve con il pane.
L'aggiunta di cipolle si fa soprattutto quando il menemen si consuma come piatto principale, e meno comunemente in occasione della colazione.
Le cipolle sono soffritte con il burro o l'olio caldo, solo in seguito si aggiungono i peperoni verdi. Una volta che le cipolle siano intenerite e di colore più chiaro, si aggregano i pomodori e i peperoni. I pomodori devono essere molto teneri e anche loro dovranno cambiare di colore. Infine, si aggiungono le uova e le spezie, mescolati con gli altri ingredienti e cucinati. Le uova dovranno risultare perfettamente cotte, ma non secche.
Nei ristoranti, si suole preparare il menemen al momento e servirlo nella padella di cottura con due maniglie, per porzioni individuali, chiamata sahan, nella quale è stato cucinato.